# جوليا كيمب
جوليا كيمب (بالإنجليزية: Julia Kempe)‏ هي عالمة حاسوب كمومي فرنسية-ألمانية-إسرائيلي وباحثة في مجال الحوسبة بشكل عام. ولدت جوليا في برلين الشرقية وتربت عند عائلة روسية هناك،  لكنها درست وتعلمت في النمسا، أستراليا، فرنسا والولايات المتحدة وتشغل اليوم منصب باحثة في المركز الوطني الفرنسي للبحث العلمي في جامعة باريس ديديرو كما تشغل منصب أستاذة علوم كمبيوتر في جامعة تل أبيب بإسرائيل.

## التعليم المهني
نشأت جوليا كيمب في برلين الشرقية، ولكنها في سن المراهقة وتحديدا في عام 1990 انتقلت مع والديها إلى فيينا. ثم أكملت دراساتها العليا في الرياضيات والفيزياء في جامعة فيينا في الفترة ما بين عام 1992 إلى عام 1995، ثم درست الفيزياء في جامعة التكنولوجيا في سيدني قبل أن تحصل شهادتي ماجستير في الدراسات المعمقة في فرنسا؛ واحدة في الرياضيات في عام 1996 من جامعة بيير وماري كوري وأخرى في عام 1997 في الفيزياء من مدرسة الأساتذة العليا. أكملت اثنين من دورات الحصول على شهادة الدكتوراه في عام 2001؛ قبل أن تحصل على الدرجة في علوم الكمبيوتر من المدرسة الوطنية العليا للاتصالات السلكية واللاسلكية؛ وقد كان موضوع أطروحتها يتمحول حول الحوسبة الكمومية: العشوائية والتشابكوذلك تحت إشراف البروفسور جيرارد كوهين؛ ثم نالت شهادة دكتوراه ثانية في الرياضيات من جامعة كاليفورنيا في بيركلي مع أطروحة بعنوان حساب الكم: الأمور النظرية والتطبيقية وذلك تحت إشراف البروفسور إلوين بيرليكامب والصيدل بريجيتا ويلي.
انضمت إلى المركز الوطني للبحوث العلمية في جامعة باريس الجنوبية في عام 2001
(في نفس الوقت كان بدراسات كباحثة ما بعد الدكتوراه في جامعة بيركلي؛ قسم العلوم الرياضية) ثم انضمت إلى جامعة تل أبيب في عام 2007، وانتقلت إلى جامعة باريس الجنوبية في عام 2010.

## الجوائز والأوسمة
في عام 2006، فازت جولياكيمب بالميدالية البرونزية في CNRS كما فازت بجائزة جوليو-كوري المهداة من الحكومة الفرنسية. في عام 2009 فازت بجائزة مؤسسة ألكريل وولف، وفي عام 2010 فازت بالسعفة الذهبية النسائية، ثم في نفس العام نالت وسام الاستحقاق الوطني رتبة فارس.